# More Rain
More Rain è l'ottavo album in studio del cantautore statunitense M. Ward, pubblicato nel 2016.

## Tracce
Tutte le tracce sono state scritte da M. Ward, eccetto dove indicato.
1. More Rain – 1:01
2. Pirate Dial – 2:46
3. Time Won't Wait – 2:49
4. Confession – 3:14
5. I'm Listening (Child's Theme) – 3:11
6. Girl from Conejo Valley – 3:35
7. Slow Driving Man – 4:24
8. You're So Good to Me – 3:04 (Brian Wilson)
9. Temptation – 2:50
10. Phenomenon – 3:10
11. Little Baby – 3:32
12. I'm Going Higher – 3:38